# Wodorotlenek ołowiu(II)
Wodorotlenek ołowiu(II), Pb(OH)
2 – nieorganiczny związek chemiczny, wodorotlenek ołowiu na II stopniu utlenienia. Powstaje jako biały osad w wyniku dodania alkaliów do roztworów soli ołowiu(II). Ogrzewany powyżej 145 °C rozkłada się do PbO i wody. W wodzie rozpuszcza się słabo, tworząc roztwór o odczynie słabo zasadowym. Ma charakter amfoteryczny, z kwasami daje sole ołowiu(II), a z alkaliami tworzy ołowiany(II) (ołowiny), np. :
Pb(OH)
2 + 2KOH → K
2PbO
2 + 2H
2O
Istnienie prostego związku Pb(OH)
2 w stanie stałym jest podawane w wątpliwość. Z badań analitycznych i krystalograficznych wynika, że osady opisywane wzorem Pb(OH)
2 mają w rzeczywistości bardziej złożony skład, np. 5PbO·2H
2O lub 2PbCO
3·Pb(OH)
2 (w przypadku prowadzenia reakcji w obecności CO
2).